# ヴァイオレット・マースロウ
ヴァイオレット・マースロウ（Violet Mersereau, 1892年10月2日 - 1975年11月12日）は、アメリカ合衆国の女優である。日本ではヴァイオレット・マーセローとも紹介された。

## 人物・来歴

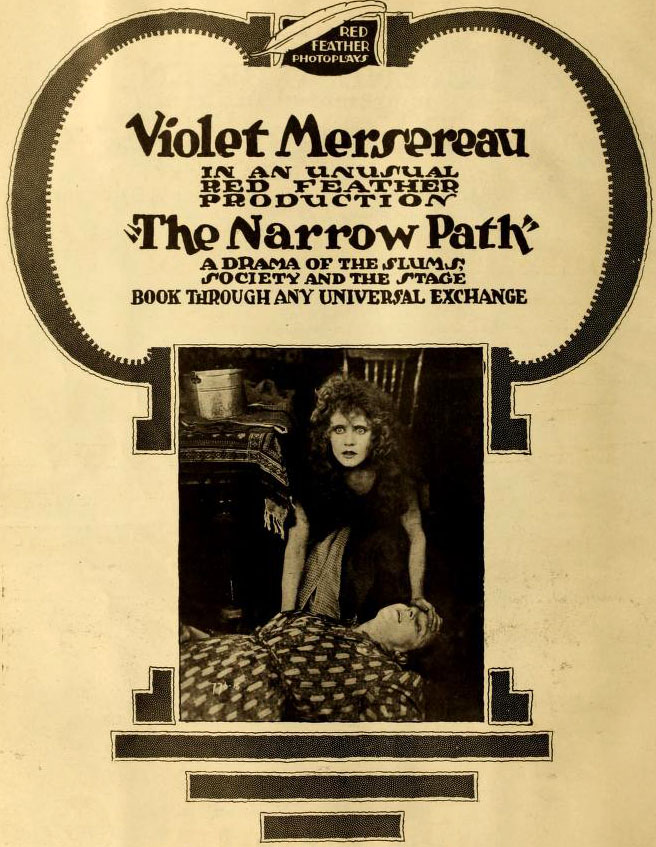
The Narrow Path (1916)

1892年（明治25年）10月2日、ニューヨーク州ニューヨーク市に生まれる。2歳下の妹に後の女優クレア・マースロウがいる。
1908年（明治41年）、アメリカン・ミュートスコープ・アンド・バイオグラフ・カンパニーに入社、ハリー・ソルター主演、D・W・グリフィス監督・脚本の短篇映画 The Feud and the Turkey に出演したのが、もっとも古い映画への出演記録である。1911年（明治44年）には、カリフォルニア州ロサンゼルス市ハリウッドに移転したネスター・スタジオに移籍、翌1912年（明治45年）5月には、同社がユニヴァーサル・フィルム・マニュファクチュアリング・カンパニー（現在のユニバーサル・ピクチャーズ）を形成する一社となり、マースロウもユニヴァーサル入りする。その後は、ウィリアム・ガーウッドの共演者、あるいは主演者として多くの短篇映画に出演する。
1916年（大正5年）、ユニヴァーサル傘下にブルーバード映画が設立されると、ネスター・スタジオやバイソン・スタジオでの短篇の合間に、レックス・イングラム監督の The Great Problem, 『足枷』、エドウィン・スティーヴンス監督の『女優の操』、『寄宿生』、 Susan's Gentleman, ハリー・ミラード監督の『夜明け前』、イングラム監督の The Little Terror, シオドア・マーストン監督の『深山の乙女』、『路辺の乙女』、ウィルフレッド・ルーカスおよびベス・メレディス共同監督による『馬上の花』、O・A・C・ランド監督の『相携へて』、『自然の乙女』と1919年（大正8年）初頭のブルーバード映画の末期に至るまで主演を飾り、その多くが日本でも公開された。同年、ウィリアム・ガーウッドの監督・主演による短篇映画 A Proxy Husband を最後に、ユニヴァーサルを去る。満34歳を迎える1926年（大正15年）、ジェームズ・A・フィッツジェラルドが監督した The Wives of the Prophet を最後に映画界を去り、トーキー時代の出演作はない。
引退から約50年後の1975年（昭和50年）11月12日、マサチューセッツ州プリマスで死去した。満83歳没。

## おもなフィルモグラフィ
すべて出演作である。1908年 - 1915年の時期の74作におよぶ出演作については、おもなものに留めた。

### 1900年代
- The Feud and the Turkey : 監督・脚本D・W・グリフィス、主演ハリー・ソルター、1908年
- 『淋しい別荘』 The Lonely Villa : 監督D・W・グリフィス、1909年

### 1910年代
- 『彼の責務』 His Trust : 監督D・W・グリフィス、主演ウィルフレッド・ルーカス、1911年
- 『彼の責務が果たされた』 His Trust Fulfilled : 監督D・W・グリフィス、主演ウィルフレッド・ルーカス、1911年
- On Dangerous Ground : 監督ルーシャス・ヘンダーソン、1915年 - 出演
- The Stake : 監督不明、主演ウィリアム・ガーウッド、1915年 - 出演
- The Supreme Impulse : 監督ルーシャス・ヘンダーソン、1915年 - 出演・役 Ann Donnelson
- Wild Blood : 監督・主演ウィリアム・ガーウッド、1915年 - 出演・役 Bess Browne - Mountain Girl
- The Adventure of the Yellow Curl Papers : 監督クレム・イーストン、1915年 - 出演・役 Flo
- Uncle's New Blazer : 監督・主演ウィリアム・ガーウッド、1915年 - 出演・役 Violet
- Destiny's Trump Card : 監督・主演ウィリアム・ガーウッド、1915年 - 出演・役 Violet Avery - Bill's Wife
- You Can't Always Tell : 監督・主演ウィリアム・ガーウッド、1915年 - 出演・役 Violet
- Larry O'Neill : 監督クレム・イーストン、1915年 - 出演・役 Mildred
- Thou Shalt Not Lie : 監督クレム・イーストン、1915年 - 出演
- Driven by Fate : 監督ジョン・G・アドルフィ、1915年 - 出演
- Billy's Love Making : 監督・共演ウィリアム・ガーウッド、1915年 - 主演
- The Wolf of Debt : 監督ジャック・ハーヴェイ、1915年 - 出演・役 Helen Stanhope
- The Unnecessary Sex : 監督ジャック・ハーヴェイ、1915年 - 出演
- Getting His Goat : 監督ジャック・ハーヴェイ、1915年 - 出演
- 『幸ある逕』 The Path of Happiness : 監督エレイン・S・キャリントン、1916年 - 出演・役 Joan, the Child of Nature
- The Doll Doctor : 監督ジャック・ハーヴェイ、1916年
- Autumn : 監督O・A・C・ランド、1916年 - 出演・役 Autumn Arden/Jeanette Arden
- The Great Problem : 監督レックス・イングラム、1916年 - 出演・役 Peggy Carson
- The Go-Between : 監督・主演ウィリアム・ガーウッド、1916年
- His Picture : 監督・主演ウィリアム・ガーウッド、1916年
- 『足枷』 Broken Fetters : 監督レックス・イングラム、1916年 - 出演・役 Mignon, grown up
- The Gentle Art of Burglary : 監督レイモンド・L・シュロック、1916年
- The Narrow Path : 監督フランシス・J・グランドン、1916年 - 出演・役 Bessie Allen
- The Angel of the Attic : 監督フランシス・J・グランドン、1916年
- The Girl Who Didn't Tell : 監督ロバート・F・ヒル、1916年
- 『女優の操』 The Honor of Mary Blake : 監督エドウィン・スティーヴンス、1916年 - 出演・役 Mary Blake
- The Mystery of My Lady's Boudoir : 監督フランシス・J・グランドン、1917年
- 『霊の結合』 Souls United : 監督フランシス・J・グランドン、1917年
- 『寄宿生』 The Boy Girl : 監督エドウィン・スティーヴンス、1917年 - 出演・役 'Jack' Channing
- Susan's Gentleman : 監督エドウィン・スティーヴンス、1917年 - 出演・役 Nancy Croyden/Susan Flynn
- 『夜明け前』 Little Miss Nobody : 監督ハリー・ミラード、1917年 - 出演・役 Bonnie
- The Little Terror : 監督レックス・イングラム、1917年 - 出演・役 Tina and Alice
- 『深山の乙女』 The Raggedy Queen : 監督シオドア・マーストン、1917年 - 出演・役 Tatters
- 『路辺の乙女』 The Girl by the Roadside : 監督シオドア・マーストン、1917年 - 出演・役 Judith Ralston
- 『馬上の花』 Morgan's Raiders : 監督ウィルフレッド・ルーカス / ベス・メレディス、1918年 - 出演・役 Betsey Dawley
- The Midnight Flyer : 監督ジョージ・マーシャル、主演フート・ギブスン、1918年
- 『相携へて』 Together : 監督O・A・C・ランド、1918年 - 出演・役 Mrs. Richard Standhope/Laura Stanhope/Larry, the 'Kid'
- Klever Kiddies : 監督不明、1919年
- 『自然の乙女』（別題『自然の娘』）  The Nature Girl : 監督O・A・C・ランド、1919年 - 出演・役 Dolores Winthrop
- A Proxy Husband : 監督・共演ウィリアム・ガーウッド、1919年 - 主演

### 1920年代
- Love Wins : 監督不明、1920年
- Finders Keepers : 監督不明、1921年
- 『雷鳴』（別題『名馬霹靂』） Thunderclap : 監督リチャード・スタントン、1921年 - 出演・役 Betty, The Girl
- Out of the Depths : 監督フランク・ライヒャー / オーティス・セイヤー、1921年
- 『ネロ』 Nero : 監督J・ゴードン・エドワーズ、1922年 - 出演・役 Marcia
- 『幸運寵児』 Luck : 監督不明、1923年 - 出演・役 Sylvia Templeton
- 『牧人王ダビデ』（別題『ダビデ物語』） The Shepherd King : 監督J・ゴードン・エドワーズ、1923年 - 出演・役 Princess Michal
- 『強き者女よ』 Lend Me Your Husband : 監督クリスティ・キャバンヌ、1924年 - 出演・役 Jenny MacDonald
- 『女性解放』 Her Own Free Will : 監督ポール・スカードン、1924年 - 出演・役 Mona Everard
- The Bride : 監督J・ハリソン・エドワーズ、1925年
- The Wives of the Prophet : 監督ジェームズ・A・フィッツジェラルド、1926年 - 出演・役 Alma （最終出演作）

## 関連事項
- アメリカン・ミュートスコープ・アンド・バイオグラフ・カンパニー（en:American Mutoscope and Biograph Company）
- ネスター・スタジオ （en:Nestor Studios）